# Драговићи (Врбовско)
Драговићи су насељено мјесто града Врбовског, у Горском котару, у Приморско-горанској жупанији, Република Хрватска.

## Географија
Драговићи се налазе око 10,5 км сјеверозападно од Врбовског.

## Становништво
Према попису становништва из 2011. године, насеље Драговићи је имало 6 становника.
| Националност       | 1991. | 1981. | 1971. | 1961. |
| Срби               | 5     | 8     | 17    | 14    |
| Југословени        | 3     | 2     |       |       |
| остали и непознато |       |       |       |       |
| Укупно             | 8     | 10    | 17    | 14    |

| Демографија | Демографија | Демографија |
| Година      | Становника  | Становника  |
| ----------- | ----------- | ----------- |
| 1961.       | 14          |             |
| 1971.       | 17          |             |
| 1981.       | 10          |             |
| 1991.       | 8           |             |
| 2001.       | 4           |             |
| 2011.       |             | 6           |